# 骨缘当归
骨缘当归（学名 Angelica cartilaginomarginata  var. foliosa），是伞形科当归属长鞘当归的一个变种，多年生草本。根比较粗大，呈纺锤形。花期在9月。主要生长于林下草丛中。在中国东北以及东部各省有分布。模式标本采自江苏宝华山。
全草入药，根可作为镇痉镇痛药。